# Prima invazie persană a Greciei

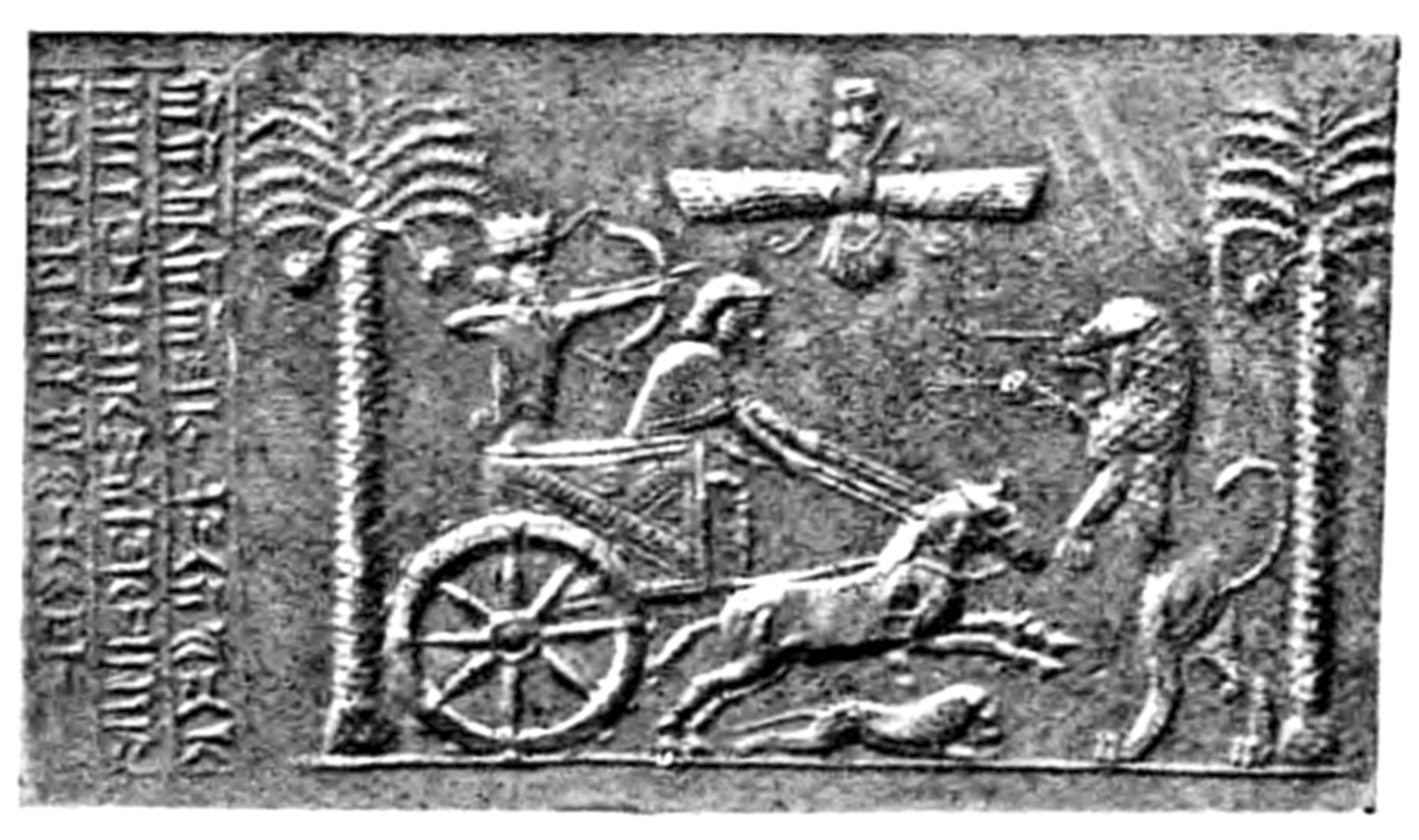
Sigiliul regelui Darius cel Mare, cu inscripția „Eu sunt Darius, Marele Rege”, în limbile persană veche, elamită și babiloniană. British Museum.

Prima invazie persană a Greciei (492–490 î.Hr.) a avut loc în timpul războaielor medice. Invazia, constând în două campanii distincte, a fost ordonată de regele persan Darius cel Mare pentru a pedepsi orașele-stat Atena și Eretria. Aceste polisuri sprijiniseră cetățile din Ionia în timpul revoltei lor împotriva stăpânirii persane⁠(d), provocând astfel mânia lui Darius. În afară de acest motiv, Darius a văzut și oportunitatea de a-și extinde imperiul în Europa și de a-și asigura frontiera de vest.
Prima campanie, condusă de Mardonius⁠(d), a avut loc în 492 î.Hr., având ca rezultat supunerea Traciei și a forțarea Macedoniei să devină un regat clientelar, subordonat complet al Imperiului Persan, după ce fusese vasal al Persiei încă de la sfârșitul secolului al VI-lea î.Hr., probabil în 512 î.Hr. Cu toate acestea, nu au fost obținute și alte rezultate mai importante, deoarece majoritatea navelor care compuneau flota lui Mardonius au naufragiat în largul coastei Muntelui Athos, în timpul unei furtuni foarte puternice. În anul următor (491 î.Hr.), după ce și-a demonstrat intențiile, Darius a trimis ambasadori în toate părțile Greciei, cerând supunerea lor. A primit-o de la aproape toate orașele-stat, cu excepția Atenei și Spartei, ambele executându-i pe ambasadorii persani. Darius a ordonat o nouă campanie militară pentru anul următor.
A doua campanie persană, în 490 î.Hr., a avut loc sub comanda lui Datis⁠(d) și Artaphernes⁠(d). Expediția navală s-a îndreptat mai întâi către insula Naxos, pe care a cucerit-o și unde au fost arse toate așezările de pe insulă. Apoi, perșii s-au îndreptat către restul insulelor Ciclade, anexându-le pe fiecare la Imperiul Persan. A urmat debarcarea trupelor persane la Eretria, pe care a asediat-o și, după un timp scurt, a capturat-o. Eretria a fost distrusă, iar cetățenii săi luați în sclavie. În cele din urmă, armata persană s-a îndreptat spre Attica, debarcând la Marathon⁠(d), în drum spre Atena. Acolo, perșii au fost întâmpinați de o armată ateniană inferioară numeric, dar care a câștigat o victorie remarcabilă în bătălia de la Maraton.
Această înfrângere a împiedicat încheierea cu succes a campaniei, iar armata persană s-a întors în Asia Mică. Cu toate acestea, expediția și-a îndeplinit o parte din obiectivele avute în vedere, pedepsind Naxos și Eretria și aducând o mare parte din Marea Egee sub stăpânirea persană, precum și supunând pe deplin Macedonia. Obiectivele nerealizate din această campanie l-au determinat pe Darius să pregătească o invazie și mai mare a Greciei, pentru a o supune ferm și pentru a pedepsi Atena și Sparta. Luptele interne din Imperiul Persan au întârziat această expediție, iar Darius a murit de bătrânețe în anul 486 î.Hr. Astfel, fiului său Xerxes I i-a revenit sarcina de a conduce cea de-a doua invazie persană a Greciei, în anii 480-479 î.Hr.

## Surse antice

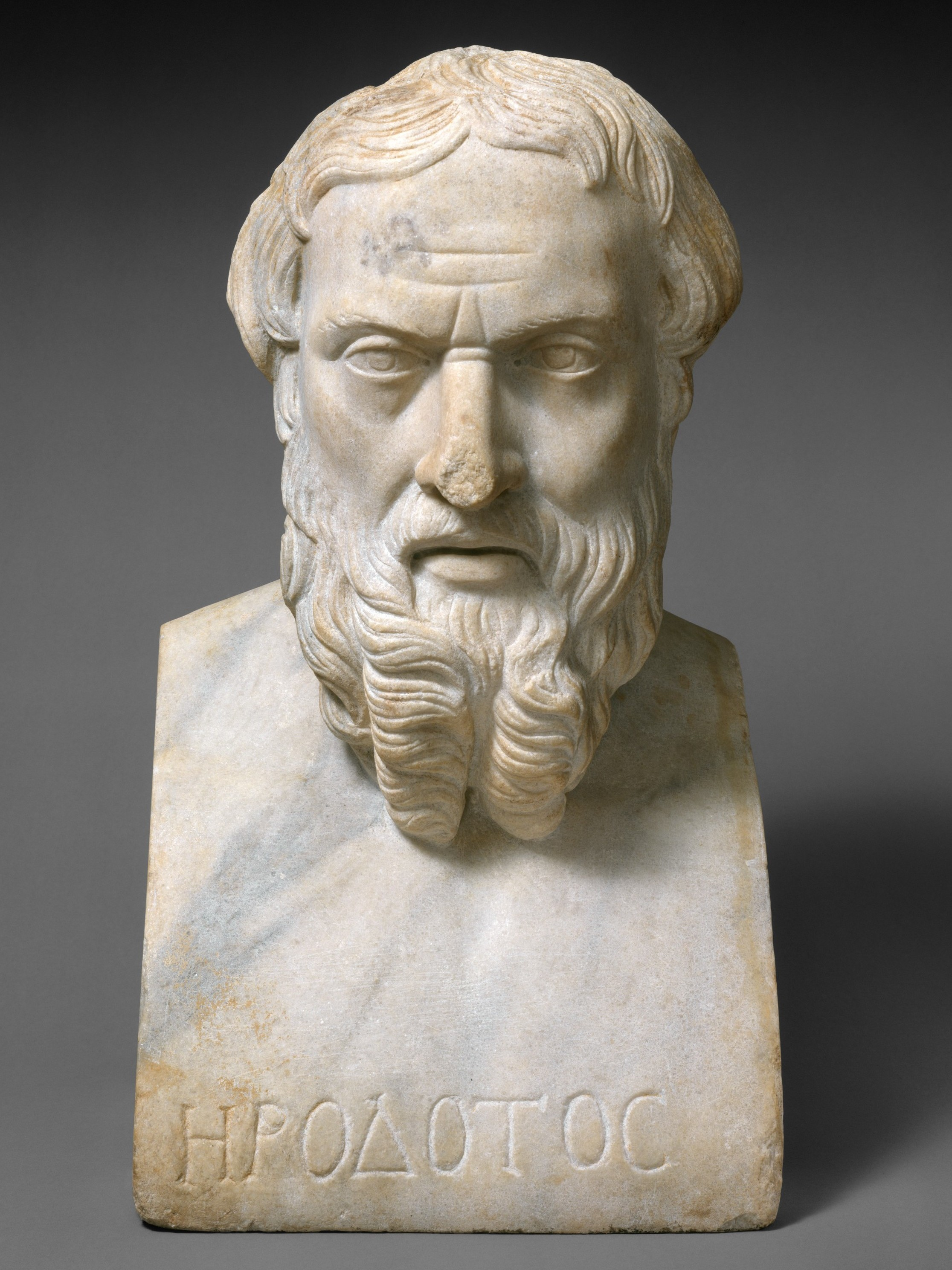
Herodot, „părintele istoriei”, principala sursă antică pentru războaiele greco-persane

## Context

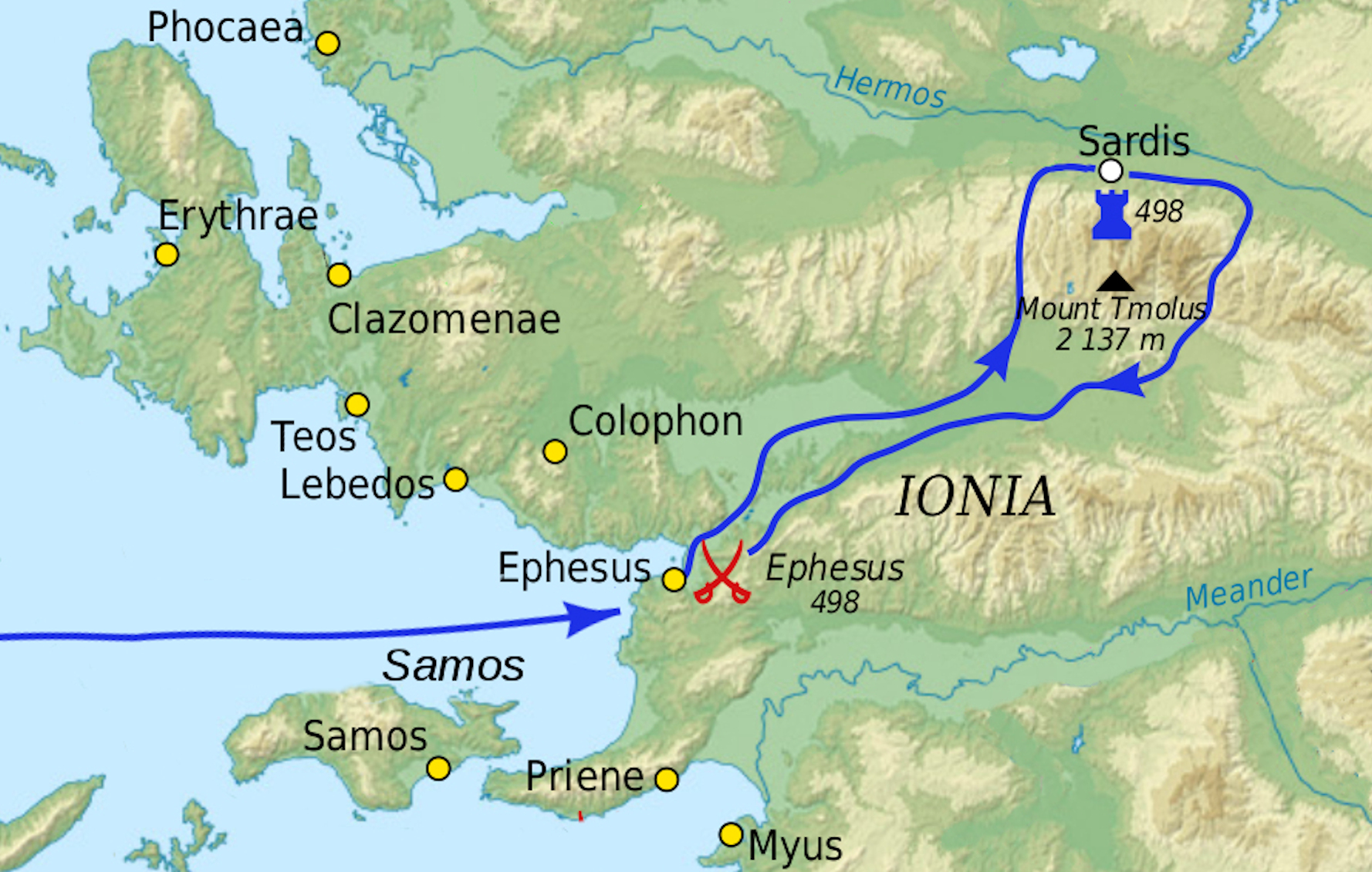
Revolta ioniană: campania din 498 î.Hr. spre Sardes

## Campania lui Mardonius din anul 492 î.Hr.

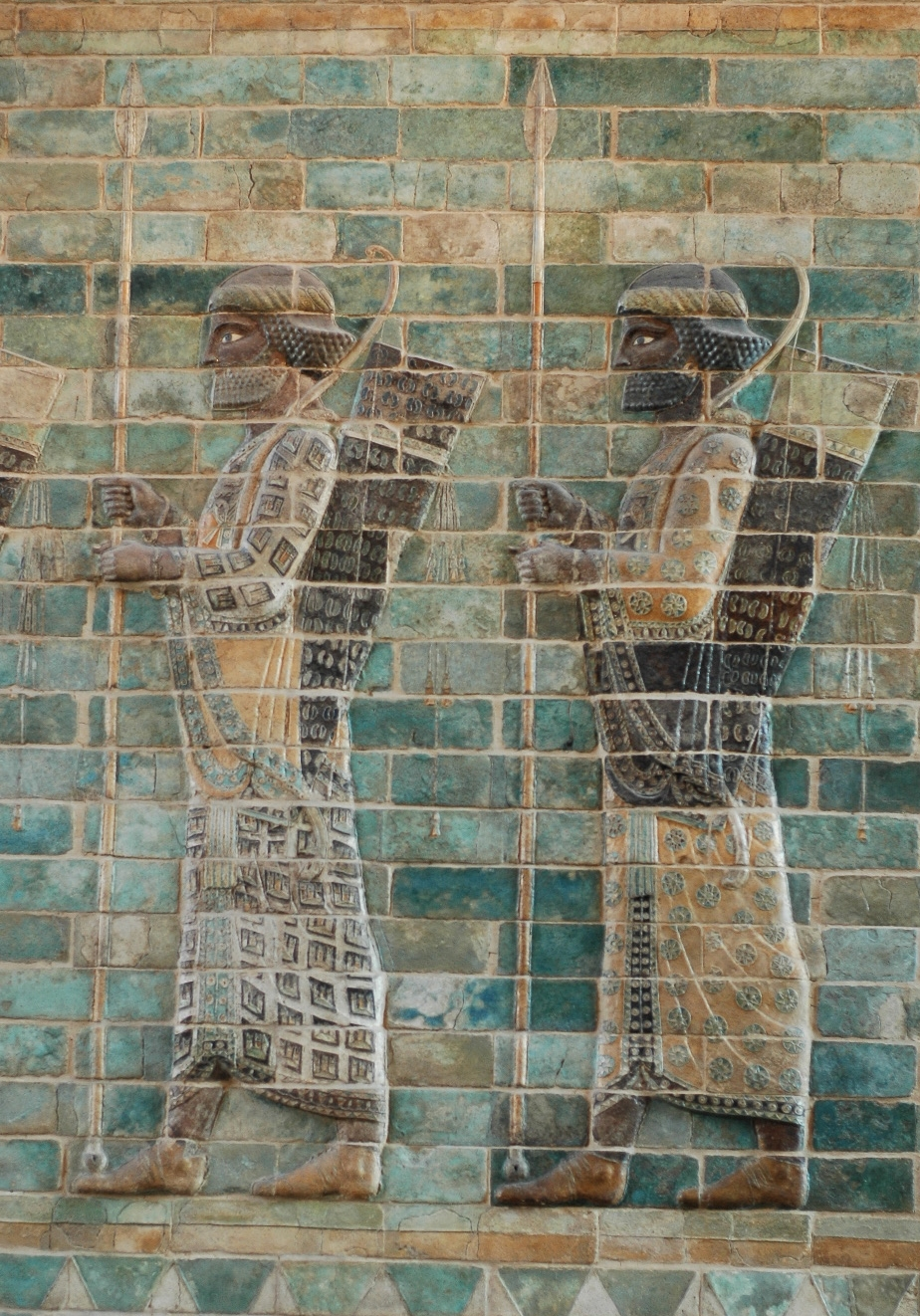
Războinici persani - friză din palatul lui Darius de la Susa, circa 510 î.Hr.

## 491 î.Hr.: Tentativele diplomatice de supunere a Greciei

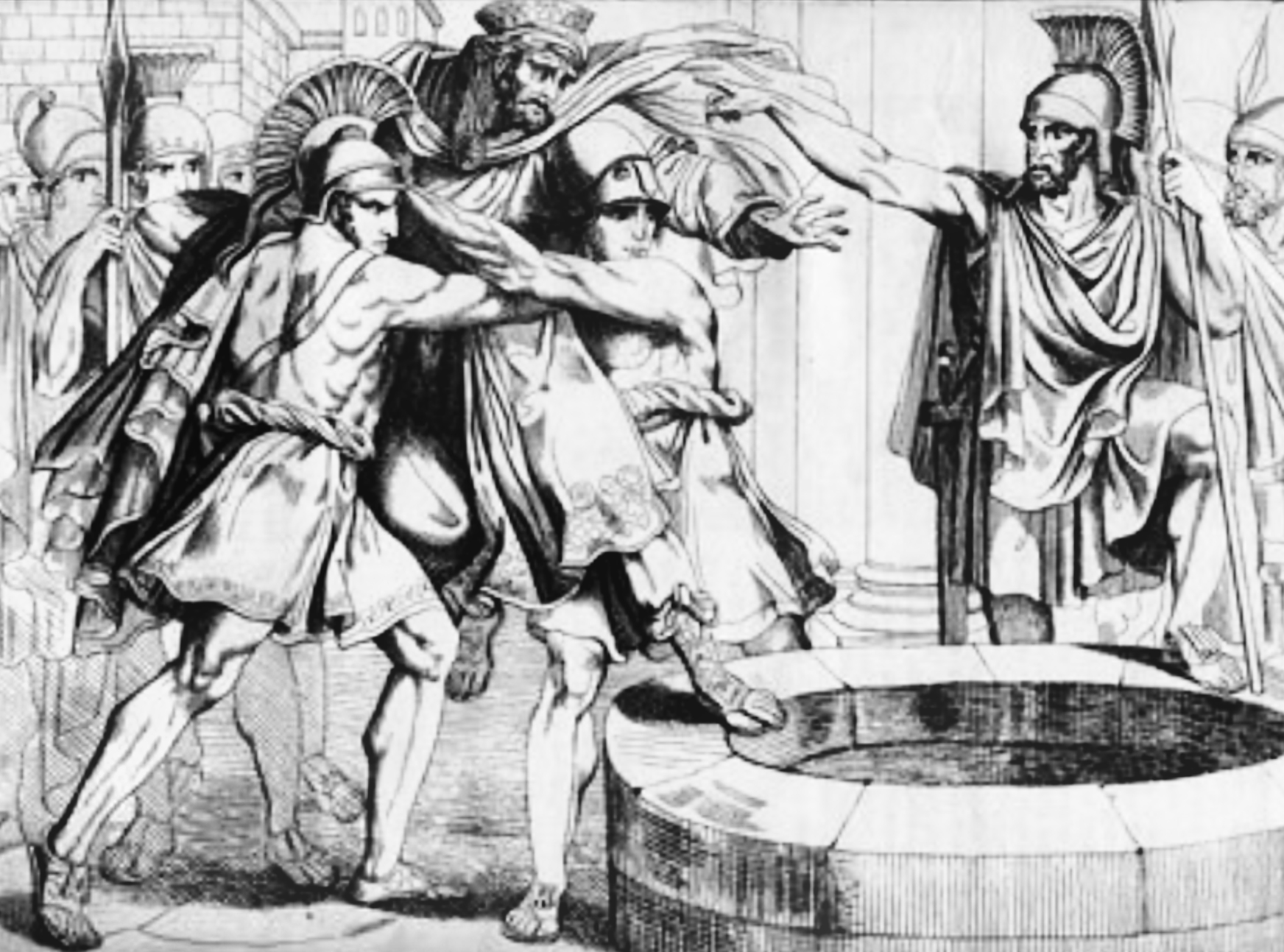
Spartanii aruncându-i pe trimișii lui Darius într-un puț

### Bătălia de la Maraton

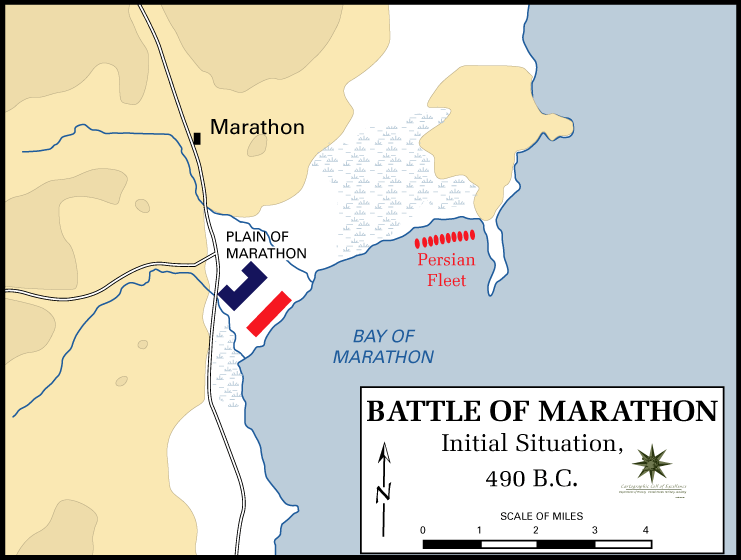
Bătălia de la Maraton - situația inițială

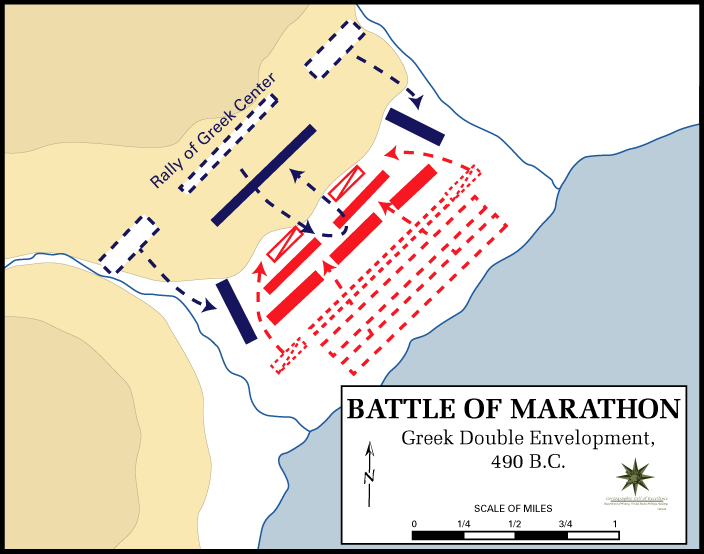
Bătălia de la Maraton - manevra grecilor de învăluire

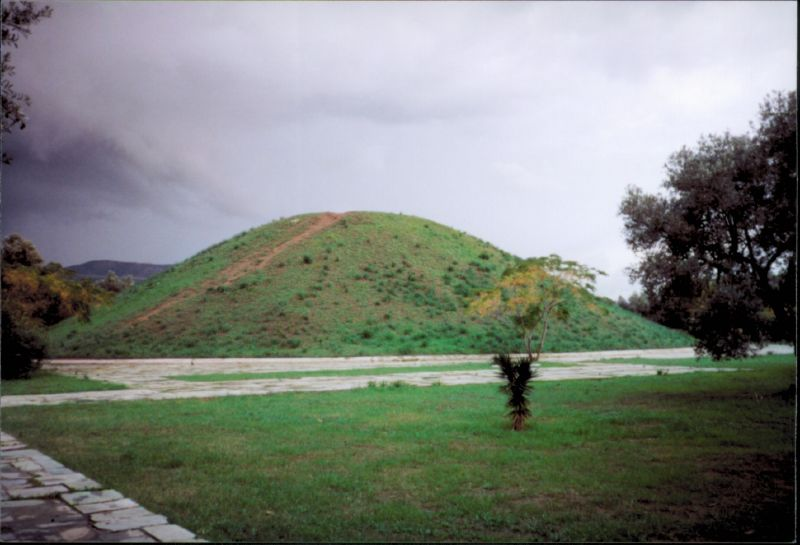
Tumulul de la Maraton, unde au fost îngropați eroii atenieni și plateeni